# The Future Past Tour
Il The Future Past World Tour è stato un tour del gruppo musicale britannico Iron Maiden.

## Svolgimento
Un po' come era stato fatto per annunciare il singolo The Writing on the Wall, la band aveva iniziato a seminare indizi già nel corso dell'estate 2022, mentre si trovava in tour. Durante alcune sere, infatti, il cantante Bruce Dickinson pronunciava frasi come "See you Somewhere in Time" ("ci vediamo da qualche parte nel tempo") o "See you Somewhere on Tour" ("ci vediamo da qualche parte in tour"), le quali facevano riferimento rispettivamente all'album degli Iron Maiden Somewhere in Time e al tour dedicato a quest'ultimo . 
A poche settimane dalla fine del Legacy of the Beast World Tour, gli Iron Maiden annunciarono i primi concerti europei del 2023, facenti parte di un nuovo tour chiamato The Future Past. Il comunicato sul sito della band specificava che questo sarebbe stato un tour basato sull'ultimo album della band uscito nel 2021, Senjutsu, e sul disco del 1986 Somewhere in Time, spesso trascurato dal gruppo. 
La prima tranche di concerti per il 2023 fu annunciata il 6 ottobre 2022, mentre le rimanenti date furono confermate nel corso dell'anno. Il 30 marzo 2023 gruppo annunciò un nuovo show da headliner per il 6 ottobre a Indio, California, nel contesto del festival "Power Trip", rassegna musicale che li avrebbe visti esibirsi nello stesso giorno dei Guns n' Roses .  
La serie di concerti del 2023 si tenne principalmente nelle arene , mentre nel 2022 la band si era esibiti prevalentemente negli stadi . A causa di ciò, molte delle date del Future Past Tour furono raddoppiate dopo aver registrato il tutto esaurito in pochi minuti . Per il concerto previsto al Wacken Open Air, il festival metal più grande al mondo, gli oltre 85.000 biglietti terminarono in tempo record .
Il 3 agosto la band rilasciò un comunicato sul suo sito ufficiale in cui veniva spiegato che Nicko McBrain, batterista del gruppo, aveva avuto un ictus a gennaio, e che fino a quel momento si stava ancora riprendendo dal brutto episodio. Nicko si è anche scusato per le performances "non al meglio delle sue capacità" che ha fatto durante la prima parte di tour.
La leg del 2024, che sarebbe passata per la prima volta in quasi 10 anni in paesi come il Giappone e l'Australia, fu annunciata a blocchi, con il primo confermato il 15 ottobre 2023. Successivamente, la band annunciò la leg americana, comprensiva di una data all'Estadio Nacional di Santiago, Cile. I 63.000 biglietti disponibili per questo concerto sono terminati nel giro di poche ore, costringendo la band a raddoppiare lo show. A fine Novembre gli Iron Maiden confermarono il loro ritorno a Bogota, in Colombia, più precisamente all'Estadio El Campin. In questo caso, gli oltre 44.000 tagliandi furono venduti in 20 minuti, registrando un record senza precedenti, specie con quasi un anno di anticipo.  
Nonostante la situazione economica del paese, ad aprile 2024 fu confermato anche uno show all'Estadio Huracan di Buenos Aires, Argentina. Il concerto fece il tutto esaurito in pochissimi minuti e, a causa di ciò, venne annunciato un secondo show, questa volta però alla più contenuta Movistar Arena (nessun altro stadio di Buenos Aires era disponibile in quella data).  
Il giorno dell'ultimo show, per la seconda data all'Allianz Parque di Sao Paulo, gli Iron Maiden hanno annunciato che quello sarebbe stato l'ultimo concerto di Nicko McBrain come batterista della band.   

## Date del tour
| Data                           | Città             | Paese           | Venue                                  | Biglietti venduti |
| Europa 2023                    |                   |                 |                                        |                   |
| 28 maggio 2023                 | Lubiana           | Slovenia        | Arena Stožice                          | 10,281 / 10,281   |
| 30 maggio 2023                 | Praga             | Repubblica Ceca | O2 Arena                               | 28,274 / 28,274   |
| 31 maggio 2023                 | Praga             | Repubblica Ceca | O2 Arena                               | 28,274 / 28,274   |
| 3 giugno 2023                  | Tampere           | Finlandia       | Nokia Arena                            | 20,086 / 20,086   |
| 4 giugno 2023                  | Tampere           | Finlandia       | Nokia Arena                            | 20,086 / 20,086   |
| 7 Giugno 2023                  | Bergen            | Norvegia        | Koengen                                | 19,987 / 19,987   |
| 9 giugno 2023                  | Sölvesborg        | Svezia          | Sweden Rock Festival                   | 40.000 / 40.000   |
| 11 giugno 2023                 | Lipsia            | Germania        | Quarterback Immobilien Arena           | 11,511 / 11,511   |
| 13 giugno 2023                 | Cracovia          | Polonia         | Tauron Arena                           | 31,503 / 31,503   |
| 14 giugno 2023                 | Cracovia          | Polonia         | Tauron Arena                           | 31,503 / 31,503   |
| 17 giugno 2023                 | Clisson           | Francia         | Val de Moine                           | 65.000 / 65.000   |
| 19 giugno 2023                 | Zurigo            | Svizzera        | Hallenstadion                          | 12,840 / 12,840   |
| 21 giugno 2023                 | Hannover          | Germania        | Zag Arena                              | 10,484 / 10,484   |
| 24 giugno 2023                 | Dublino           | Irlanda         | 3Arena                                 | 12,153 / 12,153   |
| 26 giugno 2023                 | Glasgow           | Scozia          | Ovo Hydro                              | 12,978 / 12,978   |
| 28 giugno 2023                 | Leeds             | Inghilterra     | First Direct Arena                     | 11,543 / 11,543   |
| 30 giugno 2023                 | Manchester        | Inghilterra     | AO Arena                               | 14,421 / 14,421   |
| 3 luglio 2023                  | Nottingham        | Inghilterra     | Motorpoint Arena                       | 8,589 / 8,589     |
| 4 luglio 2023                  | Birmingham        | Inghilterra     | Utilita Arena                          | 14,900 / 14,900   |
| 7 luglio 2023                  | Londra            | Inghilterra     | The O2 Arena                           | 34,373 / 34,373   |
| 8 luglio 2023                  | Londra            | Inghilterra     | The O2 Arena                           | 34,373 / 34,373   |
| 11 luglio 2023                 | Amsterdam         | Paesi Bassi     | Ziggo Dome                             | 15,851 / 15,851   |
| 13 luglio 2023                 | Anversa           | Belgio          | Sportpaleis                            | 18,577 / 18,577   |
| 15 luglio 2023                 | Milano            | Italia          | San Siro Ippodromo                     | 30,939 / 30,939   |
| 18 luglio 2023                 | Barcellona        | Spagna          | Palau Sant Jordi                       | 15,897 / 15,897   |
| 20 luglio 2023                 | Murcia            | Spagna          | Estadio Enrique Roca                   | 24,822 / 24,822   |
| 22 luglio 2023                 | Bilbao            | Spagna          | Bizkaia Arena BEC!                     | 15,979 / 15,979   |
| 25 luglio 2023                 | Dortmund          | Germania        | Westfalenhalle                         | 22,332 / 22,332   |
| 26 luglio 2023                 | Dortmund          | Germania        | Westfalenhalle                         | 22,332 / 22,332   |
| 29 luglio 2023                 | Francoforte       | Germania        | Festhalle                              | 11,390 / 11,390   |
| 31 luglio 2023                 | Monaco            | Germania        | Olympiahalle                           | 23,015 / 23,015   |
| 1 agosto 2023                  | Monaco            | Germania        | Olympiahalle                           | 23,015 / 23,015   |
| 4 agosto 2023                  | Wacken            | Germania        | Wacken Open Air                        | 85.000 / 85.000   |
| Nord America 2023              |                   |                 |                                        |                   |
| 28 settembre 2023              | Calgary           | Canada          | Scotiabank Saddledome                  | 9.477 / 11.600    |
| 30 settembre 2023              | Edmonton          | Canada          | Rogers Place                           | 10.584 / 11.642   |
| 2 ottobre 2023                 | Vancouver         | Canada          | Rogers Arena                           | 11.756 / 12.749   |
| 6 ottobre 2023                 | Indio             | Stati Uniti     | Power Trip Festival                    | 50.000 / 75.000   |
| Australia & Nuova Zelanda 2024 |                   |                 |                                        |                   |
| 1 settembre 2024               | Perth             | Australia       | RAC Arena                              |                   |
| 4 settembre 2024               | Adelaide          | Australia       | Adelaide Entertainment Center          |                   |
| 6 settembre 2024               | Melbourne         | Australia       | Rod Laver Arena                        |                   |
| 7 settembre 2024               | Melbourne         | Australia       | Rod Laver Arena                        |                   |
| 10 settembre 2024              | Brisbane          | Australia       | Brisbane Entertainment Center          |                   |
| 12 settembre 2024              | Sydney            | Australia       | Qudos Bank Arena                       |                   |
| 13 settembre 2024              | Sydney            | Australia       | Qudos Bank Arena                       |                   |
| 16 settembre 2024              | Auckland          | Nuova Zelanda   | Spark Arena                            |                   |
| Asia 2024                      |                   |                 |                                        |                   |
| 22 settembre 2024              | Aichi             | Giappone        | Sky Hall Toyota                        |                   |
| 24 settembre 2024              | Osaka             | Giappone        | Osaka-Jo Hall                          |                   |
| 26 settembre 2024              | Tokyo             | Giappone        | Tokyo Garden Theater                   | 8.000 / 8.000     |
| 28 settembre 2024              | Kanagawa          | Giappone        | Pia Arena MM                           | 20.000 / 20.000   |
| 29 settembre 2024              | Kanagawa          | Giappone        | Pia Arena MM                           | 20.000 / 20.000   |
| Nord America 2024              |                   |                 |                                        |                   |
| 4 ottobre 2024                 | San Diego         | Stati Uniti     | North Island Credit Union Amphitheatre |                   |
| 5 ottobre 2024                 | Las Vegas         | Stati Uniti     | Michelob ULTRA Arena                   |                   |
| 8 ottobre 2024                 | Los Angeles       | Stati Uniti     | Kia Forum                              |                   |
| 9 ottobre 2024                 | Phoenix           | Stati Uniti     | Footprint Center                       |                   |
| 12 ottobre 2024                | Sacramento        | Stati Uniti     | Aftershock Festival                    |                   |
| 14 ottobre 2024                | Portland          | Stati Uniti     | MODA Center                            |                   |
| 16 ottobre 2024                | Tacoma            | Stati Uniti     | Tacoma Dome                            |                   |
| 18 ottobre 2024                | Salt Lake City    | Stati Uniti     | Delta Center                           |                   |
| 19 ottobre 2024                | Denver            | Stati Uniti     | Ball Arena                             |                   |
| 22 ottobre 2024                | St Paul           | Stati Uniti     | Xcel Energy Center                     |                   |
| 24 ottobre 2024                | Rosemont          | Stati Uniti     | Allstate Arena                         |                   |
| 26 ottobre 2024                | Toronto           | Canada          | Scotiabank Arena                       |                   |
| 27 ottobre 2024                | Québec            | Canada          | Videotron Centre                       |                   |
| 30 ottobre 2024                | Montreal          | Canada          | Centre Bell                            |                   |
| 1 novembre 2024                | Philadelphia      | Stati Uniti     | Wells Fargo Center                     |                   |
| 2 novembre 2024                | Brooklyn          | Stati Uniti     | Barclays Center                        |                   |
| 6 novembre 2024                | Worcester         | Stati Uniti     | DCU Center                             |                   |
| 8 novembre 2024                | Pittsburgh        | Stati Uniti     | PPG Paints Arena                       |                   |
| 9 novembre 2024                | Newark            | Stati Uniti     | Prudential Center                      |                   |
| 12 novembre 2024               | Baltimora         | Stati Uniti     | CFG Bank Arena                         |                   |
| 13 novembre 2024               | Charlotte         | Stati Uniti     | Spectrum Center                        |                   |
| 16 novembre 2024               | Fort Worth        | Stati Uniti     | Dickies Arena                          |                   |
| 17 novembre 2024               | San Antonio       | Stati Uniti     | Frost Bank Center                      |                   |
| Sud America 2024               |                   |                 |                                        |                   |
| 20 novembre 2024               | Città del Messico | Messico         | Estadio GNP Seguros                    | 62,651 / 62,651   |
| 24 novembre 2024               | Bogota            | Colombia        | Estadio El Campin                      | 44,156 / 44,156   |
| 27 novembre 2024               | Santiago          | Cile            | Estadio Nacional                       | 124,019 / 124,019 |
| 28 novembre 2024               | Santiago          | Cile            | Estadio Nacional                       | 124,019 / 124,019 |
| 1 dicembre 2024                | Buenos Aires      | Argentina       | Estadio Huracan                        | 44,760 / 44,760   |
| 2 dicembre 2024                | Buenos Aires      | Argentina       | Movistar Arena                         | 15,102 / 15,102   |
| 6 dicembre 2024                | Sao Paulo         | Brasile         | Allianz Parque                         | 83,344 / 83,344   |
| 7 dicembre 2024                | Sao Paulo         | Brasile         | Allianz Parque                         | 83,344 / 83,344   |

## Scaletta
Scaletta 2023:
1. Caught Somewhere in Time
2. Stranger in a Strange Land
3. The Writing on the Wall
4. Days of Future Past
5. The Time Machine
6. The Prisoner
7. Death of the Celts
8. Can I Play with Madness
9. Heaven Can Wait
10. Alexander the Great
11. Fear of the Dark
12. Iron Maiden
13. Hell on Earth
14. The Trooper
15. Wasted Years

La scaletta del 2023 ha visto il ritorno di Caught Somewhere in Time per la prima volta dal 1987, Stranger in a Strange Land dal 1999, Heaven Can Wait dal 2008, The Prisoner e Can I Play with Madness dal 2014 e Wasted Years dal 2017. Inoltre, hanno esordito dal vivo Days of Future Past, The Time Machine, Death of Celts e Hell on Earth, brani provenienti dall'album Senjutsu del 2021, ed Alexander the Great, proveniente da Somewhere in Time del 1986.